# Michael Hill (tenisista)
Michael Robert Hill (ur. 30 czerwca 1974 w Sydney) – australijski tenisista.

## Kariera tenisowa
Jako zawodowy tenisista występował w latach 1997–2005.
W rozgrywkach rangi ATP World Tour odniósł 3 deblowe zwycięstwa oraz był uczestnikiem 6 finałów. W zawodach wielkoszlemowych najlepszym wynikiem Hilla jest półfinał French Open 2001, gdzie startował z Jeffem Tarangiem. Para Hill–Tarango wyeliminowała m.in. w ćwierćfinale najwyżej sklasyfikowany debel turnieju, Jonas Björkman–Todd Woodbridge. Spotkanie o udział w finale Hill i Tarango przegrali z Maheshem Bhupathim i Leanderem Paesem.
W rankingu gry pojedynczej Bolelli najwyżej był na 168. miejscu (19 lipca 1999), a w klasyfikacji gry podwójnej na 18. pozycji (30 lipca 2001).

### Finały w turniejach ATP World Tour
| Legenda                                      |
| -------------------------------------------- |
| Wielki Szlem                                 |
| Igrzyska olimpijskie                         |
| Tennis Masters Cup / ATP Finals              |
| ATP Masters Series / ATP Tour Masters 1000   |
| ATP International Series Gold / ATP Tour 500 |
| ATP International Series / ATP Tour 250      |

#### Gra podwójna (3–6)
| Końcowy wynik | Nr | Data                 | Turniej    | Nawierzchnia  | Partner      | Przeciwnicy                      | Wynik finału     |
| ------------- | -- | -------------------- | ---------- | ------------- | ------------ | -------------------------------- | ---------------- |
| Finalista     | 1. | 15 października 2000 | Tokio      | Twarda        | Jeff Tarango | Mahesh Bhupathi Leander Paes     | 4:6, 7:6(1), 3:6 |
| Zwycięzca     | 1. | 26 listopada 2000    | Brighton   | Twarda (hala) | Jeff Tarango | Paul Goldstein Jim Thomas        | 6:3, 7:5         |
| Finalista     | 2. | 18 lutego 2001       | Marsylia   | Twarda (hala) | Jeff Tarango | Julien Boutter Fabrice Santoro   | 6:7(7), 5:7      |
| Zwycięzca     | 2. | 15 kwietnia 2001     | Casablanca | Ceglana       | Jeff Tarango | Pablo Albano David Macpherson    | 6:7(2), 3:6      |
| Finalista     | 3. | 15 lipca 2001        | Gstaad     | Ceglana       | Jeff Tarango | Roger Federer Marat Safin        | 1:0 krecz        |
| Finalista     | 4. | 22 lipca 2001        | Stuttgart  | Ceglana       | Jeff Tarango | Guillermo Cañas Rainer Schüttler | 6:4, 6:7(1), 4:6 |
| Zwycięzca     | 3. | 28 kwietnia 2002     | Barcelona  | Ceglana       | Daniel Vacek | Lucas Arnold Ker Gastón Etlis    | 6:4, 6:4         |
| Finalista     | 5. | 26 maja 2002         | St. Pölten | Ceglana       | Mike Bryan   | Petr Pála David Rikl             | 5:7, 4:6         |
| Finalista     | 6. | 14 lipca 2002        | Båstad     | Ceglana       | Paul Hanley  | Jonas Björkman Todd Woodbridge   | 6:7(6), 4:6      |